# Норвежки леминг
Норвежките леминги (Lemmus lemmus) са вид дребни бозайници от семейство Хомякови (Cricetidae).
Разпространени са в по-голямата част от Феноскандия и са единственият вид гръбначни, ендемичен за този регион. Предпочитат тундрови местности и обикновено живеят в близост до водоеми. Достигат 155 mm дължина и 130 g маса. Хранят се главно с треви и мъхове.